# Engelbert Esser
Engelbert Esser (* 11. August 1889 in Köln; † November 1947 in Koblenz) war ein deutscher Handwerker und Politiker (KPD).

## Leben und Wirken
Esser besuchte von 1891 bis 1899 die Volksschule in Köln. Danach absolvierte er bis 1903 eine Lehre zum Eisendreher und besuchte die Fachschule in Köln. Nach dem Ersten Weltkrieg begann Esser sich in der Kommunistischen Partei Deutschlands (KPD) zu engagieren. Ende der 1920er Jahre wurde er für diese Stadtverordneter in Köln. Von 1930 bis 1932 war Esser Betriebsratsvorsitzender bei der Firma Lindgens und Söhne in Köln-Mülheim.
1930 scheiterte Esser mit seiner Kandidatur für den Reichstag in Berlin. Am 6. August 1931 konnte er dennoch im Parlament der Weimarer Republik als Abgeordneter für den Wahlkreis 30 (Köln-Aachen) Platz nehmen: Nachdem der ursprüngliche Mandatsinhaber für den Wahlkreis 30, Anton Krzikalla, aus dem Reichstag ausgeschieden war, oblag es Krzikallas Partei, der KPD, einen Nachfolger für die Weiterführung von dessen Mandat zu benennen. Hierfür wählte man Engelbert Esser aus, der in der Folge dem Reichstag knapp ein Jahr lang bis zum Juli 1932 angehörte.
Während des Zweiten Weltkrieges wurde Esser im August 1941 verhaftet und bis zur Befreiung im KZ Mauthausen gefangen gehalten. Bis zu seinem Tode war er Vorsitzender der Vereinigung der Verfolgten des Naziregimes (VVN) in Württemberg-Hohenzollern.